# 旧州岑氏土司墓群
旧州岑氏土司墓群，位于中国广西壮族自治区靖西市旧州圩壁零村赞山，为一个省级文物保护单位，类型为古墓葬，为第四批广西壮族自治区文物保护单位，公布时间为1994年7月8日。
旧州岑氏土司墓群的历史年代为明－清。